# Фобос
Фобос (грч. Φόβος) већи је од два Марсова сателита. Открио га је амерички астроном Асаф Хол 18. августа 1877. године, који је открио и други Марсов месец – Дејмос. Оба сателита су добила име по пратиоцима бога Ареса (Марса) – Фобосу (Φόβος-страх) и Деимосу (Δείμος-ужас).
Мали и неправилног облика, Фобос се налази на орбити од око 9.377 km од центра Марса, што је ближе матичној планети него код било којег другог месеца. Овај је сателит једно од најмање рефлектирајућих тела у Соларном систему, а на његовој се површини налази велики ударни кратер Стикни. Орбита му је толико близу Марса да се Фобос окреће око планете брже него што Марс ротира. Посматрајући с Марса, изгледало би да излази на западу, креће се брзо преко неба (око 4 h и 15 мин, или мање), те залази на истоку. Због кратког орбиталног периода и плимних деловања овај ће сателит у будућности пасти на Марс или се распасти у планетарни прстен.

## Откриће
Фобос је открио астроном Асаф Хол 18. августа 1877, посматрајући из Морнаричке опсерваторије САД у Вашингтону. Хол је открио и Дејмос, Марсов други месец. Називе је предложио Хенри Мејдан (1838–1901), доктор наука на Итону, заснивајући свој предлог на 15. певању Илијаде, у којем Арес позива Ужаса (Дејмос) и Страха (Фобос).

## Порекло
Претпоставља се да је Фобос (као и Деимос) пореклом астероид, највероватније, из појаса астероида. С обзиром на малу просечну густину која указује да није састављен од пуног камена, већ мешавине камена и леда, на богатство угљеником, као и на низак албедо, Фобос највише подсећа на астероиде типа Д. Међутим, постоје мишљења да је раније у Марсовом систему било више објеката величине Фобоса и Деимоса, који нису пореклом астероиди, већ су настали сударом Марса са већим планетезималом.

## Физичке карактеристике
По својим димензијама 27 × 21,6 × 18,8 km и масом од 1,08 × 1016kg Фобос спада у најмање сателите Сунчевог система. Није сферног, већ изразито неправилног облика што је одлика астероида. Због његовог облика гравитација на његовој површини варира и до 210% разлике; плимне силе које узрокује Марс дуплирају ове разлике (до око 450%) због тога што узрокују више од половине укупне гравитације сателита. Изразито је тамно тело (албедо је 7%). Најновије фотографије показују да је површина прекривена око метар високим слојем фине прашине сличне реголиту на нашем Месецу. Инфрацрвена снимања Фобоса показују велике разлике у температури између дневне и ноћне стране сателита, а то брзо грејање и хлађење резултат је постојања дебелог слоја прашине.
Овај је сателит једно од најмање рефлектирајућих тела у Соларном систему. Спектроскопски се чини сличним астероидима Д-типа и очигледно је сачињен од материјала сличног угљичном хондриту. Густина му је премала да би био од чврсте стене, а познато је и да је знатно порозан. Ова сазнања сугеришу да би Фобос могао имати знатне резерве леда. Спектрална посматрања указују да површинском слоју реголита недостаје хидратација, али се не искључује постојање леда испод реголита.
Још је давно предвиђено постојање прстенова од фине прашине као производа Фобоса и Дејмоса, међутим, посматрања још нису успела да докажу њихово постојање. Скорашње слике Марсовог глобалног геометара указују на то да је Фобос покривен слојем ситнозрног реголита, у дебљини од најмање 100 m; нагађа се да је наведени слој настао ударцем других тела у Фобос, али није јасно како је материјал остао задржан на телу које готово да нема гравитације.
Сателит је изрован кратерима. Најзначајнија површинска структура јесте кратер Стикни, именован по супрузи Асафа Хола, Анђелини Стикни Хол. Као и код кратера Хершел на Мимасу, ударац који је створио Стикни готово је преполовио Фобос. Многи канали и трагови прекривају чудно обликовану површину. Канали су обично дубоки до 30 m, широки 100 до 200 m, те дуги до 20 km. Претпоставља се да су настали кад и кратер Стикни. Анализа резултата летелице Марс експрес, међутим, открива да ови жлебови нису радијални у односу на Стикни, већ су усмерени на водећи врх Фобоса (тачка која није далеко од Стикнија). Претпоставке неких истраживача указују да су ови канали могли бити створени материјалима избаченим с Марсове површине ударима метеорита који су погађали Фобос. Канали су тада обликовани као ланци кратера који су исчезавали како се обликовао највиши врх Фобоса. Били су груписани у 12 или више старосних категорија, указујући на најмање 12 удара небеских тела на површину Марса.
За јединствени метеорит Кајдун сматра се да је био део Фобоса, али је ово тешко потврдити с обзиром на то да је познато мало детаља о саставу месеца.

### Именоване геолошке структуре
Геолошке структуре на Фобосу именоване су по астрономима који су истраживали Фобос, те по именима људи и места из Свифтових Гуливерових путовања. Једини именовани гребен на Фобосу јесте Кеплер Дорсум, именован по астроному Јохану Кеплеру. Испод је неколико именованих кратера.
| Кратер    | Именован по                        | Координате      |
| --------- | ---------------------------------- | --------------- |
| Кластрил  | лик из Гуливерових путовања        | 60 °C - 91°З    |
| Даре      | Хајнрих Даре, астроном             | 39°Ј - 179°З    |
| Дранло    | лик из Гуливерових путовања        | 36,5 °C - 92°З  |
| Флимнап   | лик из Гуливерових путовања        | 60 °C - 350°З   |
| Грилдриг  | лик из Гуливерових путовања        | 81 °C - 195°З   |
| Гуливер   | главни лик из Гуливерових путовања | 62 °C - 163°З   |
| Хол       | Асаф Хол, открио Фобос             | 80°Ј - 210°З    |
| Лимтолс   | лик из Гуливерових путовања        | 11°Ј - 54°З     |
| Релдресал | лик из Гуливерових путовања        | 41 °C - 39°З    |
| Рош       | Едуард Рош, астроном               | 53 °C - 183°З   |
| Шарплес   | Беван Шарплес, астроном            | 27,5°Ј - 154°З  |
| Скајреш   | лик из Гуливерових путовања        | 52,5 °C - 320°З |
| Стикни    | Анђелин Стикни, супруга Асафа Хола | 1 °C - 49°З     |
| Тод       | Дејвид Пек Тод, астроном           | 9°Ј - 153°З     |
| Вендел    | Оливер Вендел, астроном            | 1°Ј - 132°З     |

## Орбита
Фобос кружи око Марса орбитом испод синхроне. Потребно му је свега 7 сати и 39,2 минута да обиђе око планете, док Марсова ротација траје 24 сата 39 минута и 35,244 секунде. Због тога, са аспекта посматрача на Марсу, Фобос излази на западу и залази на истоку и то два пута дневно (сваких 11 сати и 6 минута). Просечна орбитална брзина је 2,138 km/s. Фобос је најближи матичној планети од свих сателита у Сунчевом систему. Његова путања је удаљена од Марса свега 5.989 km. Управо ове чињенице одређују коначну судбину Фобоса. Под снажним утицајем Марсове гравитације, сателит се приближава планети око 1,8 cm годишње (2 метра сваких 100 година), због чега се све брже креће. Процењује се да је Фобос потрошио већину свог животног века, и да ће за 30 – 50 милиона година или пасти на матичну планету или се претворити у прстен, на исти начин на који су настали и Сатурнови прстенови.

## Рељеф
Најуочљивији је кратер Стикни пречника 10 km из којег се шире ланци малих кратера који се поново спајају на супротној страни сателита. Сматра се да су мањи кратери настали од крхотина удара који је створио кратер Стикни. Најдубљи су око кратера Стикни (90 m) и ширине до 700 m, док су остали ланци кратера дубине 10-20 m и ширине 100-200 m. Ударац који је претрпео Фобос скоро да је разбио сателит.

## Атмосфера
Фобос нема атмосферу.